# Geert van Istendael
Geert van Istendael (Ukkel, 29 de març 1947) és un escriptor, poeta i assagista belga de llengua neerlandesa.

## Biografia
Geert van Istendael naix a una família catòlica, erudita i amb un interès internacional. El seu pare era el secretari del Sindicat internacional cristià. De 1947 a 1953 la família s'està a Utrecht als Països Baixos.
Van Istendael estudiava sociologia i filosofia a la Universitat Catòlica de Lovaina. Després dels seus estudis treballà com a cercador científic al Fonds voor Wetenschappelijk Onderzoek (en català Fons de recerca científica) especialitzat en urbanisme. Des del 1978 va esdevenir col·laborador a la ràdio i televisió nacional (BRT) de parla neerlandesa. S'especialitza en la història belga i alemanya.
El 1978 debuta amb Bomen wijzen niet maar wuiven (traducció Arbres no indiquen res, et saluden). El 1993 va abandonar la televisió per a esdevenir escriptor a jornada plena i establir-se a Sint-Lambrechts-Woluwe.
Escriu molts llibres ben documentats amb el tema Brussel·les i Bèlgica, crítics del nacionalisme flamenc simplista, crítics del cripto-catolicisme d'estat belga i adepte de la laïcitat, caracteritzats per a un amor-odi pel seu país i una ironia tan erudita com esquerpa, amb un gran sentit de la polèmica.
Sosté el moviment per a la reobertura del riu Zenne, colgat al segle xix a Brussel·les. El 1995 va obtenir el premi Geuzenprijs, un premi de l'associació gantenca 't Zal wel gaan que vol premiar persones que actuen per a un laïcisme obert, multicultural i per al lliure examen sense complexos.

### Polèmica
El seu esperit polèmic es troba als llibres
- Bekentenissen van een reactionair (1994 (Confessions d'un reaccionari)
- Anders is niet beter (1997) (Diferent no és pas millor)
- Nieuwe uitbarstingen (1999) (Noves explosions)

### Novel·les
- Verhalen van het Heggeland (1991)
- Altrapsodie (1997) (candidat pel premi NCR i pel premi ECI.

### Poesia
- De iguanodons van Bernissart. Een Belgisch gedicht 1983 (Els iguanodons de Bernissart, un poema belga)
- Plattegronden (1987) és una evocació poetica de la seva ciutat de Brussel·les i una reflexió a propòsit de la força pictural d'en James Ensor.
- El tema Brussel·les torna als seus reculls Het geduld van de dingen (1996) (La paciència de les coses) i Taalmachine (2001) (La màquina de la llengua).

### Traduccions
Van Istendael va traduir obres de Goethe, Heine, Brecht, Heinz Kahlau, Erich Fried i Urs Widmer de l'alemany al neerlandès.